# Konstantin-Assen Bulharský
Konstantin-Assen Bulharský (* 5. prosince 1967, Madrid) je syn bývalého bulharského cara Simeona II. a jeho manželky Margarity Gómez-Acebo y Cejuela a kníže z Vidinu.

## Život
Narodil se 5. prosince 1967 v Madridu jako syn bývalého bulharského cara Simeona II. a jeho manželky Margarity Gómez-Acebo y Cejuela. Studoval business ve Španělsku a na Kolumbijské univerzitě získal magisterský titul.
Dne 7. července 1994 se v Madridu oženil s Maríí Garcíou de la Rasilla y Gortázar, s dcerou Álvara Garcíi de la Rasilla y Pineda a jeho manželky Maríi de Gortázar e Ybarra která je dcerou Manuela Maríi de Gortázar y Landecho 9. hraběte ze Superundy. Spolu mají dvojčata:
- princ Umberto (* 20. listopadu 1999)
- princezna Sofia (* 20. listopadu 1999)

Je kmotrem infantky Sofie, dcery krále Filipa VI. Španělského.
Je ředitelem Rothschild Bank pro Španělsko.